# Sankt Oswald-Möderbrugg
Sankt Oswald-Möderbrugg is een voormalige gemeente in de Oostenrijkse deelstaat Stiermarken.
Sankt Oswald-Möderbrugg telt 1192 inwoners.

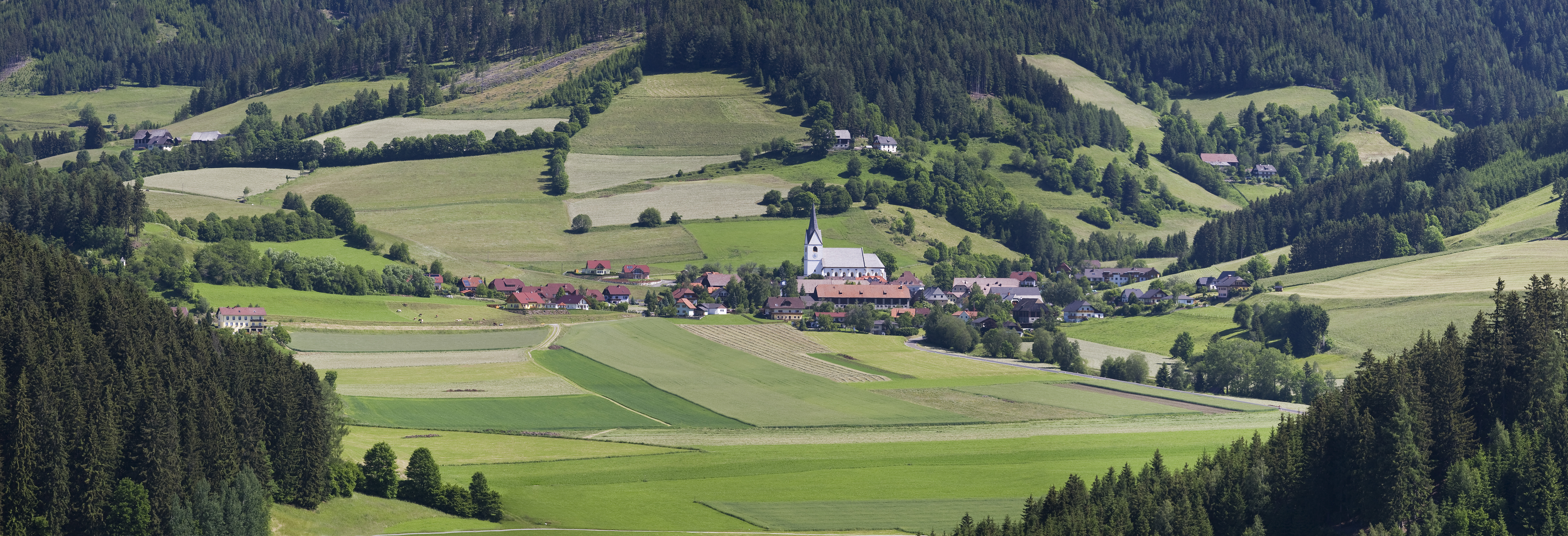
Sankt Oswald
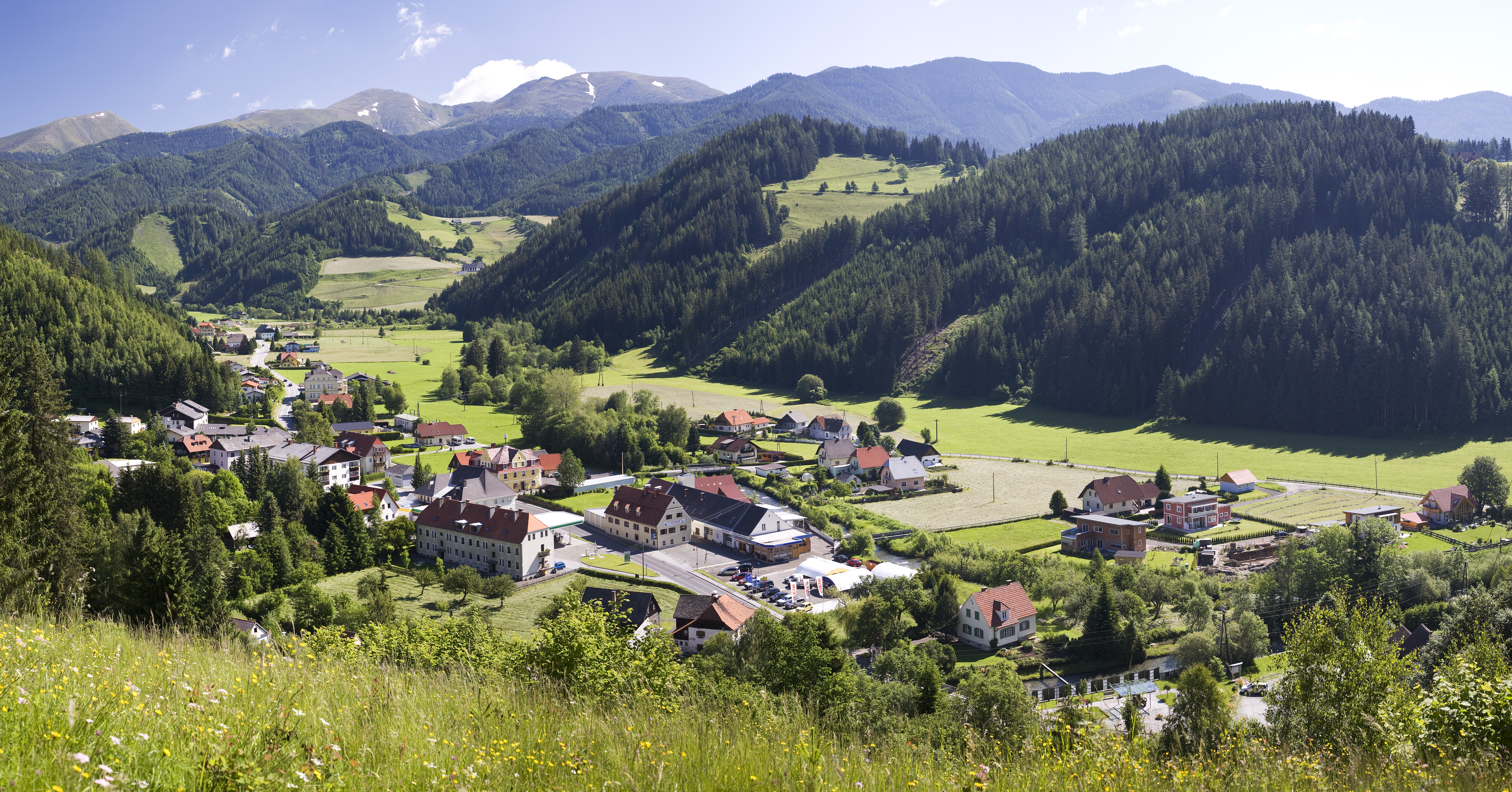
Möderbrugg

## Geschiedenis
Sankt Oswald-Möderbrugg maakte deel uit van het district Judenburg tot dit op 1 januari fuseerde met het district Knittelfeld tot het huidige district Murtal. Op diezelfde dag fuseerde Bretstein, Oberzeiring, Sankt Johann am Tauern en Sankt Oswald-Möderbrugg tot de gemeente Pölstal.
- Gemeinsame Normdatei: 4997309-5
- Virtual International Authority File: 234805813